# Alvaldi (satelit)
Alvaldi (Saturn LXV), cunoscut provizoriu ca S/2004 S 35, este un satelit natural al lui Saturn. Descoperirea sa a fost anunțată de Scott S. Sheppard⁠(d), David C. Jewitt⁠(d) și Jan Kleyna⁠(d) pe 8 octombrie 2019 din observații efectuate între 12 decembrie 2004 și 25 februarie 2006.  Și-a primit denumirea permanentă în august 2021. Pe 24 august 2022, a fost numit oficial după Alvaldi, un jötunn din mitologia nordică.  Era foarte bogat în aur și, când a murit, fiii săi și-au împărțit moștenirea luând fiecare câte o gură.  
Alvaldi are aproximativ 5 kilometri în diametru și orbitează în jurul lui Saturn la o distanță medie de 22,412 Gm în 1253,08 zile, la o înclinație de 177° față de ecliptică, într-o direcție retrogradă și cu o excentricitate de 0,194. 